# Le Toubib
Le Toubib is een Franse film van Pierre Granier-Deferre die uitgebracht werd in 1979.
Het scenario is gebaseerd op de roman Harmonie ou les Horreurs de la guerre (1973) van Jean Freustié.

## Samenvatting
In een niet nader gesitueerde toekomst, in een niet nader genoemd land in Europa, is de Derde Wereldoorlog uitgebroken. Jean-Marie Desprée, een bekende en talentrijke chirurg, is gedesillusioneerd door het leven nadat zijn vrouw hem heeft verlaten.
Hij neemt dienst en wordt gevraagd een veldhospitaal te leiden. Op een schier onbewogen manier wijdt hij zich volledig aan zijn zieken en gewonden. Harmony, een jonge idealistische verpleegster die haar geloof in de mensheid en haar hoop voor de toekomst behouden heeft, geeft hem weer zin in het leven. Hij wordt verliefd op haar. Maar op een dag wordt Harmony geraakt door gifgas.

## Rolverdeling
| Acteur            | Personage                  |
| ----------------- | -------------------------- |
| Alain Delon       | Jean-Marie Desprée         |
| Véronique Jannot  | Harmony                    |
| Bernard Giraudeau | François                   |
| Francine Bergé    | Marcia                     |
| Michel Auclair    | de baas                    |
| Catherine Lachens | Zoa                        |
| Bernard Le Coq    | Jérôme                     |
| Henri Attal       | de soldaat van het konvooi |
| Jean-Pierre Bacri | de anesthesist             |
| Dominique Zardi   | een militair               |